# Diego de Covarrubias y Leyva

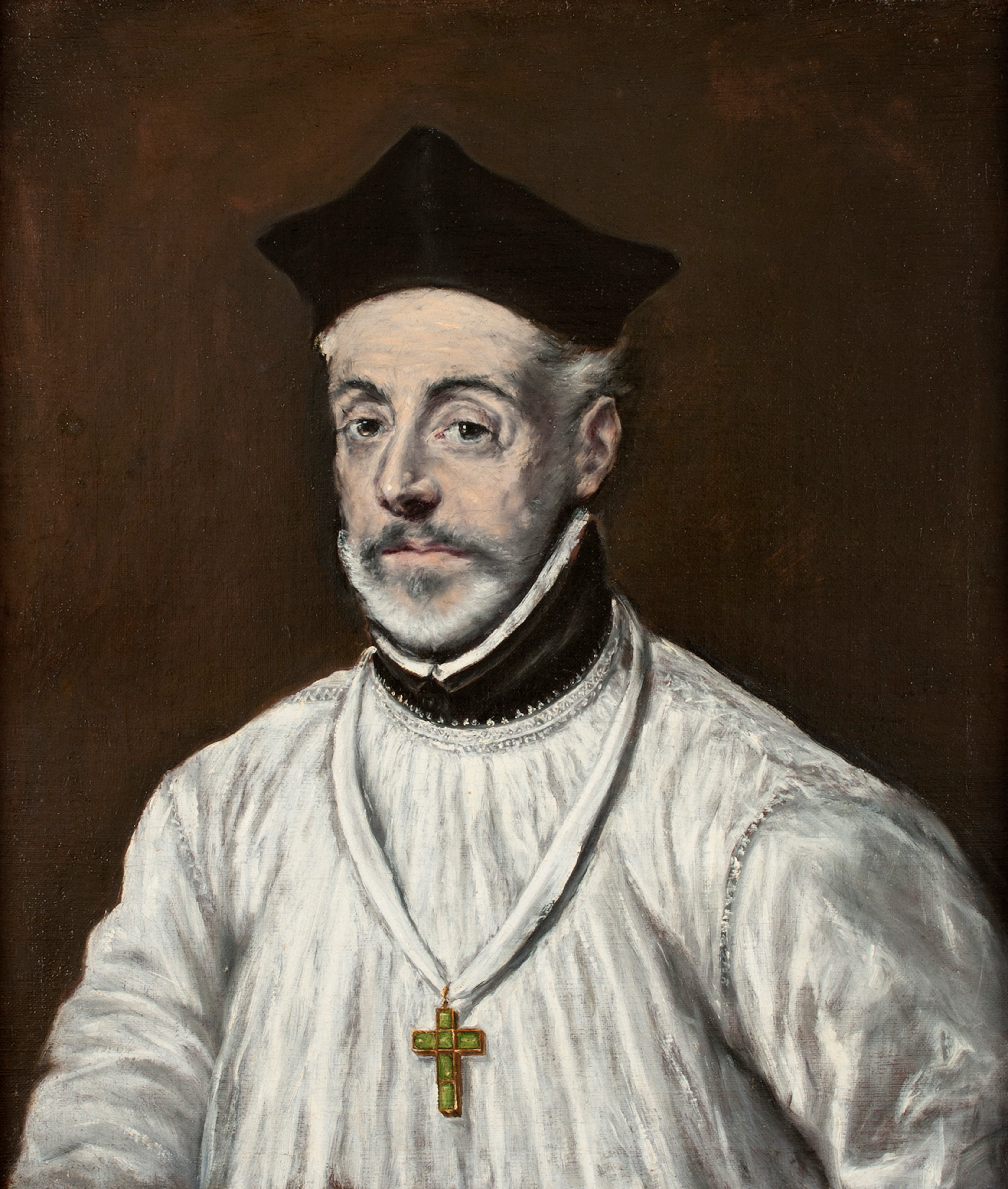
Diego de Covarrubias y Leyva, Gemälde von El Greco

Diego de Covarrubias y Leyva (* 25. Juli 1512 in Toledo; † 27. September 1577 in Madrid), bekannt unter seinem lateinischen Namen Didacus Covarruvias, war ein spanischer Kirchenjurist und Humanist. Er gehört zur Gruppe der Theologen-Juristen der Spanischen Spätscholastik oder Schule von Salamanca.

## Leben
Diego de Covarrubias y Leyva entstammte einer toledanischen Gelehrtenfamilie. Sein Vater war Alonso de Covarrubias (1488–1570), der Architekt der Kathedrale von Toledo, seine Mutter kam aus Belgien. Sein Bruder Antonio Covarrubias y Leyva (1514/24–1602) Mitglied des Rates von Kastilien und Rechtsprofessor in Salamanca.
Diego Covarrubias y Leyva studierte an der Universität von Salamanca. Dort war er im Kanonischen Recht ein Schüler von Martin de Azpilcueta, genannt Doctor Navarrus, in der Theologie Schüler von Francisco de Vitoria und Domingo de Soto. Schon mit 22 Jahren (1533/34) lehrte er selbst Kanonisches Recht in Salamanca. Er war maßgeblich an der Reorganisation der Universität in den 1560er Jahren beteiligt. Hier traf Covarrubias y Leyva vermutlich auch mit dem Legistien Fernando Vázquez de Menchaca zusammen. Anschließend wirkte er als Professor in Oviedo, als Richter in Burgos und 1548 in Granada.
Die klerikale Laufbahn begann, als er 1549/1555 von Karl V. zum Erzbischof von Santo Domingo auf der Insel Hispaniola (in der neuen Welt) ernannt wurde, ein Posten, den er jedoch nie angetreten hat. Auf Bestreben Philipp II., ebenfalls Schüler der Universität von Salamanca, wurde Covarrubias 1559/60 vom Papst als Bischof von Ciudad Rodrigo in Kastilien eingesetzt, als welcher er zusammen mit seinem Bruder Antonio sowie mit seinen Salmantiner Kollegen Domingo de Soto und Vázquez de Menchaca an der letzten Phase auf dem Konzil von Trient teilnahm. Dort redigierte er gemeinsam mit Kardinal Ugo Boncompagni, dem späteren Papst Gregor XIII., die Dekrete De reformatione und leistete damit einen wichtigen Beitrag zur Festigung der katholischen Kirche nach den Einbrüchen durch die Reformation Martin Luthers. Nach dem Konzil von Trient wurde Covarrubias mit hohen kirchlichen und weltlichen Ämtern betraut: 1564/65 wurde er Bischof von Segovia, 1572 Mitglied und 1574 Präsident des Obersten Rates von Kastilien, dessen wichtigste Funktion die Beratung des Königs war.

## Bedeutung
In seinen wissenschaftlichen Werken beschäftigte sich Covarrubias y Leyva mit zahlreichen Fragen aus dem Erb- und Eherecht sowie dem Strafrecht. Diese Bereiche gehörten damals zur kirchlichen Jurisdiktion. Äußerlich behalten die Kommentare oft noch „scholastischen“ Charakter, zeigen aber durch den häufigen Gebrauch antiker, auch griechischer Zitate sowie durch ihre elegante lateinische Sprache deutlich den Einfluss des Humanismus. Die Kommentierung einer Stelle aus dem kanonischen Recht bilden oft nurmehr den Aufhänger für eine sehr freie Darstellung des Stoffes zu einem bestimmten Rechtsgebiet, und in den Traktaten geht Covarrubias noch mehr von den Prinzipien des Rechts und weniger von der Autorität eines Textes aus. Covarrubias gehört damit, wie Andrea Alciati und Ulrich Zasius, zum Kreis des vorprotestantischen juristischen Humanismus', der durch einen erneuerten Blick auf die Quellen (ad fontes!) und den ihnen zugrunde liegenden Prinzipien des Rechts die Systematisierung der Rechtswissenschaft im späten 16. und 17. Jahrhundert entscheidend vorbereitet hat. So wird Covarrubias von Johannes Althusius, Hugo Grotius und im Strafrecht von Benedikt Carpzov häufig zitiert.
Die Schule von Salamanca bemühte sich um eine Wiederbelebung der Theologie und Naturrechtslehre Thomas von Aquins. Auch Covarrubias tritt für ein unveränderliches Naturrecht ein. Das ius gentium ordnet er vollständig dem ius humanum zu und lehnt die von Vázquez aufgenommene Unterteilung in ius naturale primaevum und secundaevum ab. Die irdischen Gewalten von Kaiser und Papst schränkt Covarrubias im spanischen Interesse stark ein: So lehnt er – im Anschluss an Francisco de Vitoria – die kuriale Zweischwerterlehre und damit die potestas indirecta des Papstes in weltlichen Angelegenheiten ab, wendet sich aber auch gegen die Doktrin des Bartolus de Saxoferrato vom Universalkaisertum. Für Covarrubias ist die staatliche Gemeinschaft als solche naturrechtlich Träger der Staatsgewalt, ein Ansatz, der viel zur späteren Lehre von der Volkssouveränität beitrug. Im Strafrecht vermittelt Covarrubias die theologische Schuld- und Straflehre an das weltliche Strafrecht und leistet einen wichtigen Beitrag zur Systematisierung des Strafbegriffs, wodurch sich im 16. Jahrhundert das Schuldprinzip auch im weltlichen Strafrecht durchzusetzen beginnt.

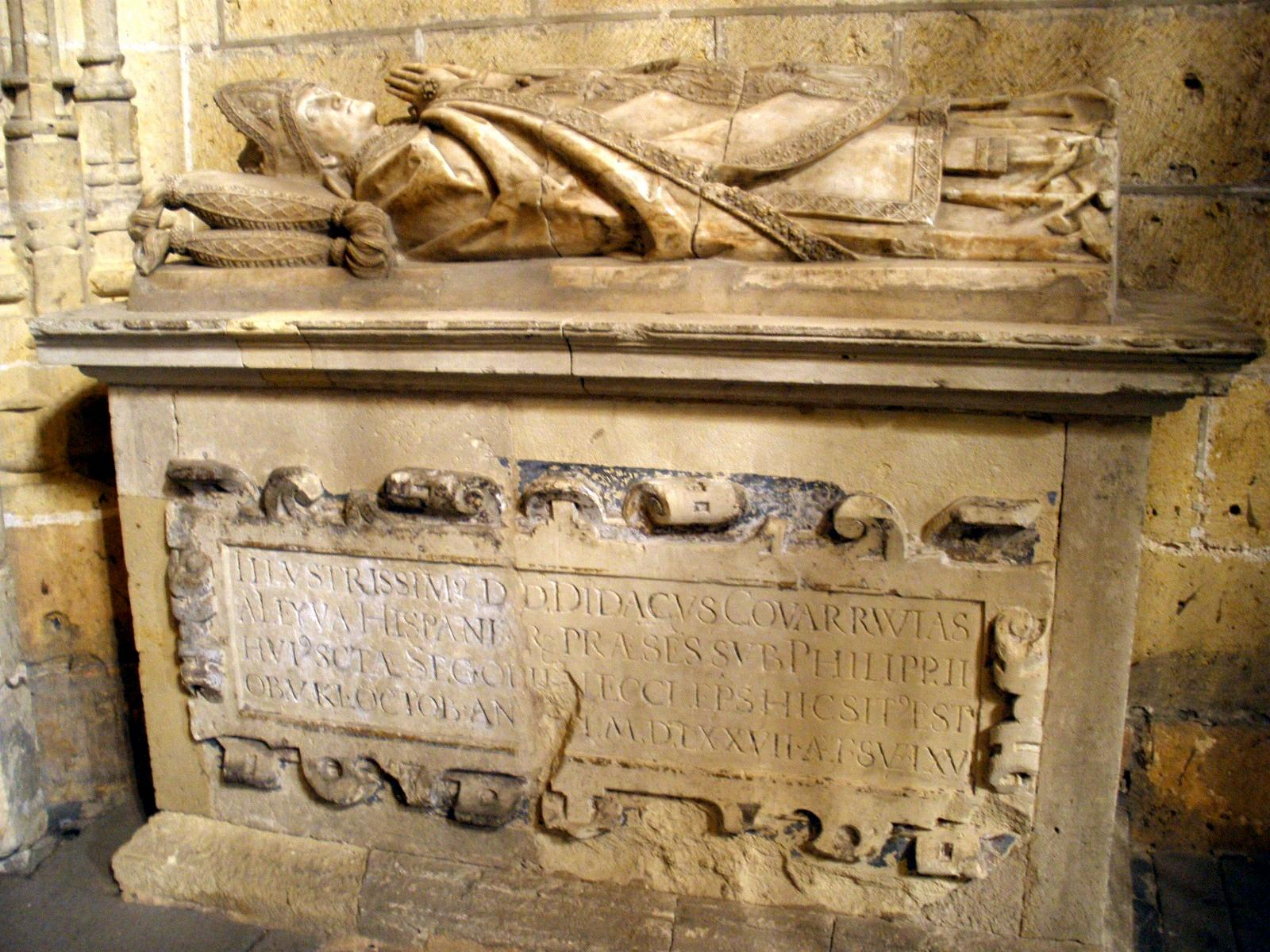
Grab in der Kathedrale von Segovia.

Die wirkungsgeschichtliche Bedeutung Covarrubias' zeigt sich schon darin, dass bereits zu seinen Lebzeiten (1573) eine Sammlung der kanonistischen Werke unter dem Titel Opera omnia canonica erschien. Die in einem Folianten zusammengefasste Gesamtausgabe, die in späteren Auflagen noch um weitere, ihm zugeschriebene Werke vermehrt wurde, wurde bis zur Genfer Ausgabe von 1765 immer wieder neu aufgelegt. In der vornehmlich protestantischen Wissenschaft nach Grotius gerät Covarrubias, wie andere Autoren der „Spanischen Spätscholastik“ aus dem Blick. Erst Kaltenborn hat 1848 wieder auf ihn aufmerksam gemacht, aufgrund seiner reichen Zitate ihm aber vorerst nur eine „horrible Gelehrsamkeit“ nachgesagt. Kohler nennt ihn dann den „größten Juristen, den Spanien hervorgebracht hat“. Die Enciclopedia Universal Ilustrada rühmt seinen „ingenio tan agudo como claro“. Perena Vicente schreibt es der „figura gigante de Diego de Covarrubias y Leyva“ zu, „que abre una época en la historia del Derecho espanol.“ Und nicht ohne einen gewissen nationalen Stolz fügt er hinzu: „Esta es una de sus mayores glorias.“ Reibstein betrachtet ihn vor allem als einen „Vertreter der Interesse des weltlichen Staates“, was er allerdings als Voraussetzung für eine „vertiefte Zusammenschau“ von geistlicher und weltlicher Macht würdigt. Nach Schaffstein kommt Covarrubias im Bereich des Strafrechts wirkungsgeschichtlich die Rolle eines „Vermittlers“ zu, „durch den der reiche Bestand thomistisch-kanonistischer Begriffsanalysen für das weltliche Strafrecht erschlossen, teilweise auch weiterentwickelt und damit für die nachfolgende, namentlich auch für die deutsche Dogmatik nutzbar gemacht wurde“.

## Einzelne Werke
Kommentare:

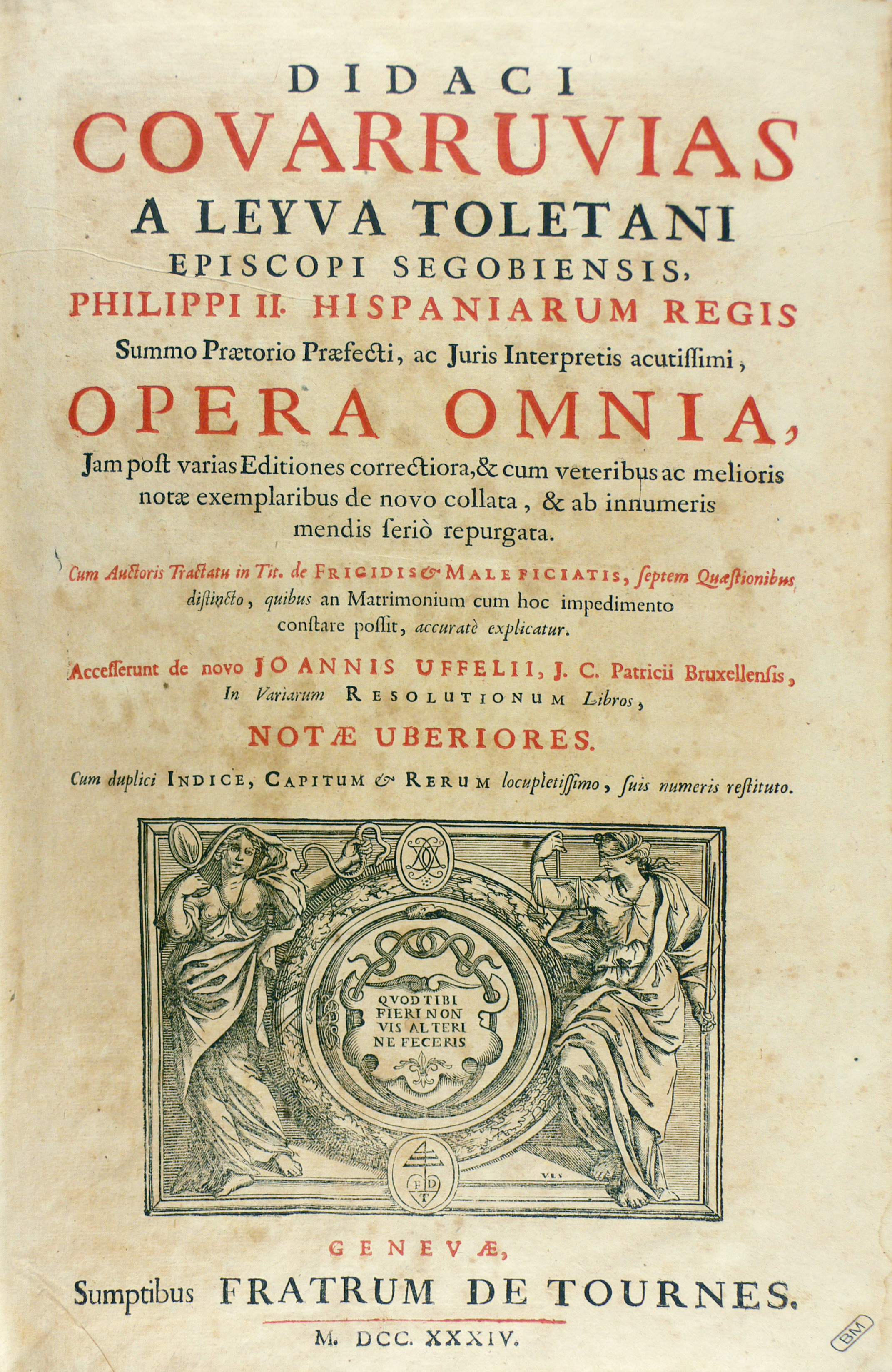
Opera omnia, 1734 (Milano, Fondazione Mansutti)

- In tit. De testamentis, Interpretatio (X 3, 26) (1547)
- In lib. IV. Decretalium, De sponsalibus ac matrimoniis, Epitome (X 4, 1) (1545)
- In c. Quamvis pactum, De pactis, lib. VI. Decretalium, Relectio (VI 1, 18, 2) (1553)
- In c. Alma mater, De sententia excommunicationis lib. VI., Relectio (VI 5, 11, 24) (1554)
- In regulae Possessor malae fidei, De regul. iuris. lib. VI., Relectio (VI 5, 13, 2) (1553)
- In regulae Peccatum, De regul. iuris lib. VI., Relectio (VI 5, 13, 4) (1553/54)
- In Clementis quinti constitutionem: Si furiosus, rubrica De homicidio, Relectio (Clem. 5, 4, un.) (1554)

Traktate und Traktatsummen:
- Variarum Resolutionum ex jure pontificio regio et caesareo libri IV (1552 lib.1-3, 1570 lib. 1-4)
- Practicarum quaestionum liber unus (1556–94) (zit. Pract. quaest.) (1556)
- De frigidis et maleficiatis, Tractatus (1573 in Opera omnia, Frankfurt)
- Veterum numismatum Collatio (de re monetaria) (1556).

In der Literatur werden ferner folgende, nicht in den Opera omnia-Ausgaben enthaltene Werke genannt:
- De possessione & praescriptione
- Enucleatum & auctum
- Notas ad concilium tridentinum
- Tractatus de poenis.
- Observaciones al fuero juzgo
- Catalogo de los Reyes de Espana y de otras cosas sennaladas para razon del tiempo
- Fundacion de algunas ciudades de Espanna
- Advertencias para entender las inscripciones.

## Porträts
Diego de Covarrubias y Leyva wurde mehrfach von El Greco porträtiert, der ein enger Freund seines Bruders Antonio war. Das bekannteste Einzelporträt von El Greco, das Covarrubias in älteren Jahren zeigt, ist heute im Besitz des Museo El Greco. Ebenfalls im Museo El Greco befindet sich ein Porträt des spanischen Malers Alonso Sánchez Coello aus dem Jahre 1574. Ein weiteres Gemälde, das Covarruvias in jüngeren Jahren zeigt, ist im Besitz der Biblioteca Colombina in Sevilla. Auch in einem der ersten Gruppenporträts der europäischen Kunstgeschichte, El Grecos Begräbnis des Grafen von Orgaz (1586–1588), ist er zu sehen.